# Worms Reinforcements
Worms Reinforcements es un paquete de expansión para los Worms originales para MS-DOS. Más tarde fue incluido con el juego original y lanzado como Worms & Reinforcements United.

## Nuevas características
- Challenge Mode con 25 misiones de un solo jugador en paisajes preestablecidos
- Reproducción en red sobre IPX o módem
- Capacidad de importar paisajes personalizados y bancos de sonido (ya es posible en el Amiga Worms)
- Nueva arma: Mole Bomb (Similar a la bomba banana de Worms World Party)
- Seleccionar gusano con la tecla Tab al principio de cada turno
- Tiempo de retirada al final de cada turno (3 segundos por defecto)
- Fall damage
- Opción de almacenamiento (las armas se transfieren a la siguiente ronda)
- Cajas de salud que restauran 50 de salud en la recolección
- Booby-atrapado cajas que explotan en la recolección
- Minas
- Opción para cambiar el retardo de la explosión de la mina (0/1/2/3 segundos o al azar)
- Nuevo terreno
- Lápidas seleccionables

## Curiosidades
- Debido a un error, la Mole Bomb casi nunca aparece en cajas de armas. Este error se resolvió en Worms United.
- Este es actualmente el único juego en la serie Worms donde Boggy B y Spadge son representados como villanos / enemigos. En modo Challenge, se pelean en la misión «Popsters Failed!», y según la descripción de la misión, han cometido «crímenes musicales» (refiriéndose a la banda sonora original).
- La canción del tema es diferente al primer juego de Worms porque tiene un ritmo más rápido que en el juego original de Worms y al principio de la canción, no tiene el sonido de recarga de la escopeta, la voz entrante y el sonido de la caída.

- Datos: Q3532108